# Mistrzostwa Ukrainy w Skokach Narciarskich 2019
Mistrzostwa Ukrainy w Skokach Narciarskich 2019 – zawody mające na celu wyłonić mistrza Ukrainy, które rozegrane zostały w dniach 7–10 marca w Worochcie na skoczni średniej Awanhard.
Pierwszy konkurs indywidualny wygrał Witalij Kaliniczenko o jedną dziesiątą punktu przed sklasyfikowanym na drugiej pozycji Jewhenem Marusiakiem. Trzecie miejsce na podium wywalczył Andrij Waskuł straciwszy sześć punktów do miejsca wyżej. W zawodach sklasyfikowanych zostało trzydziestu pięciu zawodników. Jedenaście skoczków nie pojawiło się na starcie, a w tym gronie znalazły się trzy zawodniczki: Witalina Herasymjuk, Lilija Romaniuk oraz Tetiana Pyłypczuk.
Drugi konkurs indywidualny wygrał Andrij Waskuł wyprzedziwszy dwoma punktami Witalija Kaliniczenkę. Skład podium uzupełnił Jewhen Marusiak tracąc niespełna dziesięć punktów do miejsca drugiego. Na starcie pojawiło się trzydziestu siedmiu zawodników. Dziewięciu zawodników (w tym trzy zawodniczki) nie przystąpiło do zawodów. 
Pierwszy jak i drugi konkurs drużynowy wygrała drużyna reprezentująca Obwód tarnopolski, w której skład weszli Iwan Zełenczuk, Ołeksandr Szumbareć, Dmytro Mazurczuk i Wiktor Pasicznyk. Dwukrotnie na drugiej pozycji sklasyfikowany był zespół z Obwodu iwanofrankiwskiego, a na trzeciej drugi zespół z Obwodu tarnopolskiego.
Jednym z sędziów oceniających zawody był były ukraiński skoczek Wołodymyr Boszczuk oraz kombinator norweski Mykoła Kozłow.

## Wyniki
| Msc. | Zawodnik             | Obwód              | I seria | II seria | Punkty |
| ---- | -------------------- | ------------------ | ------- | -------- | ------ |
| 1.   | Witalij Kaliniczenko | O. iwanofrankiwski | 81,5 m  | 77,5 m   | 234,8  |
| 2.   | Jewhen Marusiak      | O. iwanofrankiwski | 81,0 m  | 77,5 m   | 234,7  |
| 3.   | Andrij Waskuł        | O. iwanofrankiwski | 79,0 m  | 77,0 m   | 228,7  |
| 4.   | Wiktor Pasicznyk     | O. tarnopolski     | 78,0 m  | 77,0 m   | 227,5  |
| 5.   | Dmytro Mazurczuk     | O. tarnopolski     | 77,0 m  | 77,0 m   | 224,8  |
| 6.   | Anton Korczuk        | O. iwanofrankiwski | 74,5 m  | 76,5 m   | 217,2  |
| 7.   | Ołeksandr Szumbareć  | O. tarnopolski     | 73,5 m  | 72,0 m   | 206,6  |
| 8.   | Iwan Pyłypczuk       | O. tarnopolski     | 70,5 m  | 74,5 m   | 203,0  |
| 9.   | Witalij Hrebeniuk    | O. tarnopolski     | 70,5 m  | 73,0 m   | 197,7  |
| 10.  | Andrij Pyłypczuk     | O. tarnopolski     | 65,5 m  | 73,0 m   | 186,2  |
| ...  |                      |                    |         |          |        |

| Msc. | Zawodnik             | Obwód              | I seria | II seria | Punkty |
| ---- | -------------------- | ------------------ | ------- | -------- | ------ |
| 1.   | Andrij Waskuł        | O. iwanofrankiwski | 79,0 m  | 81,0 m   | 236,0  |
| 2.   | Witalij Kaliniczenko | O. iwanofrankiwski | 78,0 m  | 82,0 m   | 234,0  |
| 3.   | Jewhen Marusiak      | O. iwanofrankiwski | 78,0 m  | 76,5 m   | 224,9  |
| 4.   | Andrij Pełeszok      | O. tarnopolski     | 77,5 m  | 77,0 m   | 221,9  |
| 5.   | Wiktor Pasicznyk     | O. tarnopolski     | 75,0 m  | 77,0 m   | 220,9  |
| 6.   | Iwan Pyłypczuk       | O. tarnopolski     | 74,0 m  | 75,5 m   | 213,9  |
| 7.   | Dmytro Mazurczuk     | O. tarnopolski     | 72,5 m  | 75,0 m   | 208,5  |
| 8.   | Ołeksandr Szumbareć  | O. tarnopolski     | 71,5 m  | 71,5 m   | 200,1  |
| 9.   | Andrij Pyłypczuk     | O. tarnopolski     | 70,0 m  | 69,5 m   | 188,4  |
| 10.  | Witalij Hrebeniuk    | O. tarnopolski     | 71,0 m  | 68,0 m   | 186,8  |
| ...  |                      |                    |         |          |        |

| Miejsce | Obwód                 | Zawodnik             | Skok 1 | Skok 2 | Punkty |
| ------- | --------------------- | -------------------- | ------ | ------ | ------ |
| 1.      | O. tarnopolski I      | Iwan Pyłypczuk       | 69,0 m | 68,0 m | 831,9  |
| 1.      | O. tarnopolski I      | O. Szumbareć         | 72,0 m | 75,0 m | 831,9  |
| 1.      | O. tarnopolski I      | Dmytro Mazurczuk     | 79,0 m | 77,5 m | 831,9  |
| 1.      | O. tarnopolski I      | Wiktor Pasicznyk     | 76,0 m | 73,0 m | 831,9  |
| 2.      | O. iwanofrankiwski I  | Andrij Waskuł        | 74,0 m | 78,5 m | 829,4  |
| 2.      | O. iwanofrankiwski I  | Anton Korczuk        | 70,5 m | 70,5 m | 829,4  |
| 2.      | O. iwanofrankiwski I  | Jewhen Marusiak      | 74,0 m | 74,0 m | 829,4  |
| 2.      | O. iwanofrankiwski I  | Witalij Kaliniczenko | 76,0 m | 74,5 m | 829,4  |
| 3.      | O. tarnopolski II     | Artem Kuncewycz      | 63,5 m | 63,5 m | 678,6  |
| 3.      | O. tarnopolski II     | Witalij Hrebeniuk    | 67,0 m | 69,0 m | 678,6  |
| 3.      | O. tarnopolski II     | Andrij Pyłypczuk     | 71,0 m | 71,5 m | 678,6  |
| 3.      | O. tarnopolski II     | Andrij Pełeszok      | 63,0 m | 59,5 m | 678,6  |
| 4.      | O. iwanofrankiwski II | Andrij Cwilynjuk     | 51,0 m | 55,0 m | 500,8  |
| 4.      | O. iwanofrankiwski II | Wasił Bojko          | 62,5 m | 57,5 m | 500,8  |
| 4.      | O. iwanofrankiwski II | Denys Cwietkow       | 57,5 m | 57,5 m | 500,8  |
| 4.      | O. iwanofrankiwski II | R. Barewicz          | 63,0 m | 57,5 m | 500,8  |
| 5.      | O. tarnopolski III    | Illa Czebołda        | 51,0 m | 52,0 m | 426,5  |
| 5.      | O. tarnopolski III    | W. Herasymiuk        | 60,0 m | 55,5 m | 426,5  |
| 5.      | O. tarnopolski III    | Mykoła Żabnyk        | 55,0 m | 57,5 m | 426,5  |
| 5.      | O. tarnopolski III    | Maksym Prokopjuk     | 53,5 m | 53,0 m | 426,5  |
| ...     |                       |                      |        |        |        |

| Miejsce | Obwód                 | Zawodnik             | Skok 1 | Skok 2 | Punkty |
| ------- | --------------------- | -------------------- | ------ | ------ | ------ |
| 1.      | O. tarnopolski I      | Iwan Pyłypczuk       | 75,0 m | 76,5 m | 913,7  |
| 1.      | O. tarnopolski I      | O. Szumbareć         | 75,0 m | 75,0 m | 913,7  |
| 1.      | O. tarnopolski I      | Dmytro Mazurczuk     | 76,0 m | 86,0 m | 913,7  |
| 1.      | O. tarnopolski I      | Wiktor Pasicznyk     | 80,5 m | 79,5 m | 913,7  |
| 2.      | O. iwanofrankiwski I  | Anton Korczuk        | 71,5 m | 74,0 m | 897,5  |
| 2.      | O. iwanofrankiwski I  | Andrij Waskuł        | 83,0 m | 79,0 m | 897,5  |
| 2.      | O. iwanofrankiwski I  | Jewhen Marusiak      | 80,0 m | 80,0 m | 897,5  |
| 2.      | O. iwanofrankiwski I  | Witalij Kaliniczenko | 83,0 m | 79,5 m | 897,5  |
| 3.      | O. tarnopolski II     | Artem Kuncewycz      | 70,5 m | 67,0 m | 678,6  |
| 3.      | O. tarnopolski II     | Witalij Hrebeniuk    | 68,0 m | 64,0 m | 678,6  |
| 3.      | O. tarnopolski II     | Andrij Pyłypczuk     | 70,0 m | 67,0 m | 678,6  |
| 3.      | O. tarnopolski II     | Andrij Pełeszok      | 68,0 m | 69,0 m | 678,6  |
| 4.      | O. iwanofrankiwski II | Andrij Cwilynjuk     | 55,0 m | 56,5 m | 524,3  |
| 4.      | O. iwanofrankiwski II | Wasił Marusiak       | 55,5 m | 55,5 m | 524,3  |
| 4.      | O. iwanofrankiwski II | R. Barewicz          | 62,5 m | 60,5 m | 524,3  |
| 4.      | O. iwanofrankiwski II | Wasił Bojko          | 64,0 m | 62,0 m | 524,3  |
| 5.      | O. tarnopolski III    | Illa Czebołda        | 52,5 m | 52,0 m | 429,9  |
| 5.      | O. tarnopolski III    | Walerij Morozow      | 50,0 m | 51,5 m | 429,9  |
| 5.      | O. tarnopolski III    | Mykoła Żabnyk        | 55,5 m | 53,5 m | 429,9  |
| 5.      | O. tarnopolski III    | W. Herasymiuk        | 55,0 m | 59,5 m | 429,9  |
| ...     |                       |                      |        |        |        |